# Dictya jamaica
Dictya jamaica är en tvåvingeart som beskrevs av Orth 1991. Dictya jamaica ingår i släktet Dictya och familjen kärrflugor.
Artens utbredningsområde är Jamaica. Inga underarter finns listade i Catalogue of Life.